# D. P. O'Connell
Daniel Patrick O'Connell (7 juillet 1924 – 8 juin 1979), connu sous le nom de D. P. O'Connell est un avocat et universitaire néo-zélandais, spécialisé en droit international. De 1972 jusqu'à sa mort en 1979, il est professeur Chichele de droit international public à l'Université d'Oxford.

## Jeunesse
Il est né à Auckland, en Nouvelle-Zélande, le 7 juillet 1924. Il fait ses études au Sacred Heart College d'Auckland et à l'Auckland University College. Il est admis au barreau de Nouvelle-Zélande en 1947, puis fréquente le Trinity College de Cambridge en 1949, où il obtient un doctorat en 1951.

## Carrière
En 1953, O'Connell est nommé maître de conférences en droit à l'Université d'Adélaïde, en Australie du Sud, et en 1962, il devient titulaire d'une chaire personnelle de droit international et occupe le poste de doyen jusqu'en 1964. Sa carrière le conduit ensuite à Oxford en 1972, où il est élu professeur Chichele de droit international public. Il continue à garder la possibilité de reprendre sa chaire à Adélaïde, y retournant pour un trimestre chaque année pendant trois ans. En 1972, il obtient un doctorat supplémentaire en droit de l'Université de Cambridge.
Sa biographie du cardinal de Richelieu, publiée en 1968, est reconnue. Il est surtout connu pour ses traités sur le droit international publiés en 1965 et sur le droit international de la mer publiés après sa mort en 1982. Parmi ses anciens élèves figure James Crawford qui est élu juge à la Cour internationale de Justice en 2014.
O'Connell est décédé le 8 juin 1979 à Oxford et est enterré à Auckland. Il avait été nommé pour une pairie à vie britannique, mais cette procédure n'était pas achevée à sa mort.